# John Paul Kelly
John Paul Kelly (* 15. November 1959 in Edmonton, Alberta) ist ein ehemaliger kanadischer Eishockeyspieler, der im Verlauf seiner aktiven Karriere zwischen 1975 und 1986 unter anderem 418 Spiele für die Los Angeles Kings in der National Hockey League (NHL) auf der Position des linken Flügelstürmers bestritten hat.

## Karriere
Nachdem Kelly in der Saison 1975/76 hauptsächlich für die Maple Ridge Blazers in der British Columbia Junior Hockey League (BCJHL) gespielt und einige Partien für die New Westminster Bruins in der höherklassigen Western Canada Hockey League (WCHL) absolviert hatte, stand er mit Beginn der Saison 1976/77 im Stammkader der Bruins. Gleich in seiner ersten Spielzeit gewann der Rookie mit dem Team das Double bestehend aus dem President’s Cup der WCHL sowie dem traditionsreichen Memorial Cup der gesamten Canadian Hockey League (CHL). Beim Memorial-Cup-Triumph gehörte der Stürmer zwar zum Kader, blieb allerdings ohne Einsatz. Dies änderte sich im folgenden Spieljahr, als die Mannschaft beide Erfolge wiederholte und Kelly drei Tore zum erneuten Gewinn des Memorial Cups beisteuerte. Nach einer weiteren Saison bei New Westminster wurde er im NHL Entry Draft 1979 in der dritten Runde an 50. Stelle von den Los Angeles Kings aus der National Hockey League (NHL) ausgewählt.
Da die WHL-Playoffs der Vorsaison nach dem Ausscheiden der New Westminster Bruins kontrovers in einer Massenschlägerei geendet hatten, war Kelly bis Anfang Dezember 1979 gesperrt und konnte erst dann mit den LA Kings in den Profispielbetrieb einsteigen. Der 20-Jährige absolvierte in seinem ersten Jahr 40 NHL-Spiele, und nachdem er in der Saison 1980/81 den zwischenzeitlichen Gang in die Minor Leagues gemeistert hatte, war er ab der folgenden Spielzeit vollwertiger Stammspieler bei Los Angeles. Er füllte die Rolle eines Defensivstürmers aus, sammelte dabei aber zuverlässig Punkte. Seine beste Spielzeit absolvierte er in der Saison 1982/83, als er in 65 Einsätzen 31 Scorerpunkte sammelte. Letztlich spielte der Kanadier bis zum Ende der Saison 1985/86 insgesamt sieben Jahre für die Kalifornier, ehe er sich entschied, seine Karriere im Alter von fast 27 Jahren zu beenden und sich seiner Familie zu widmen.

### International
Für sein Heimatland stand Kelly bei der Junioren-Weltmeisterschaft 1979 in Schweden im Trikot der kanadischen U20-Auswahl auf dem Eis. Im Turnierverlauf blieb er in fünf Einsätzen punktlos und beendete den Wettbewerb mit der Mannschaft auf dem fünften Rang.

## Erfolge und Auszeichnungen
- 1977 President’s-Cup-Gewinn mit den New Westminster Bruins
- 1977 Memorial-Cup-Gewinn mit den New Westminster Bruins
- 1978 President’s-Cup-Gewinn mit den New Westminster Bruins
- 1978 Memorial-Cup-Gewinn mit den New Westminster Bruins

## Karrierestatistik

### International
Vertrat Kanada bei:
- Junioren-Weltmeisterschaft 1979

(Legende zur Spielerstatistik: Sp oder GP = absolvierte Spiele; T oder G = erzielte Tore; V oder A = erzielte Assists; Pkt oder Pts = erzielte Scorerpunkte; SM oder PIM = erhaltene Strafminuten; +/− = Plus/Minus-Bilanz; PP = erzielte Überzahltore; SH = erzielte Unterzahltore; GW = erzielte Siegtore; 1 Play-downs/Relegation; Kursiv: Statistik nicht vollständig)